# 니야야 수트라

니야야 수트라(Nyāya Sūtras)는 아크샤파다 고타마(Akṣapāda Gautama)가 구성한 고대 인도 산스크리트어 텍스트이자 힌두 철학의 니야야 학파의 기본 텍스트이다. 본문이 작성된 날짜와 저자의 전기는 알려지지 않았지만 기원전 6세기에서 서기 2세기 사이로 다양하게 추정된다. 텍스트는 일정 기간 동안 한 명 이상의 저자에 의해 작성되었을 수 있다. 이 책은 총 5권으로 구성되어 있으며 각 권은 2장으로 구성되어 있으며 이성, 논리, 인식론 및 형이상학의 규칙에 관한 총 528개의 격언 경전을 담고 있다.

## 같이 보기
- 니야야 학파